# Nothing Hurts
Nothing Hurts è un singolo della cantautrice rumena Minelli, pubblicato il 12 novembre 2021.

## Video musicale
Il video musicale, diretto da Andra Marta e Cristina Poszet, è stato reso disponibile in concomitanza con l'uscita del brano attraverso il canale YouTube dell'interprete.

## Tracce
Testi e musiche di Luisa Ionela Luca, Fridolin Walcher e Jordan Shaw.
Download digitale, streaming
1. Nothing Hurts – 2:34

Download digitale, streaming – Yves V Remix
1. Nothing Hurts (Yves V Remix) – 2:09

Download digitale, streaming – Kean Dysso Remix
1. Nothing Hurts (Kean Dysso Remix) – 2:53

Download digitale, streaming – Faustix Remix
1. Nothing Hurts (Faustix Remix) – 2:27

Download digitale, streaming – Afrojack Remix
1. Nothing Hurts (Afrojack Remix) – 3:06

Download digitale, streaming – The Remixes
1. Nothing Hurts (Yves V Remix) – 2:09
2. Nothing Hurts (Robert Cristian Remix) – 2:25
3. Nothing Hurts (Kean Dysso Remix) – 2:53
4. Nothing Hurts (DJ Trojan Remix) – 2:36
5. Nothing Hurts (Joseph & Efe Kopru Remix) – 2:31
6. Nothing Hurts (Lavrushkin & Tomboo Remix) – 2:31
7. Nothing Hurts (Onur Betin & Mert Hakan Remix) – 2:51
8. Nothing Hurts (Nalyro Remix) – 2:30

## Formazione
- Minelli – voce
- Freedo – produzione

## Classifiche

### Classifiche settimanali
| Classifica (2021-22) | Posizione massima |
| -------------------- | ----------------- |
| Bulgaria             | 4                 |
| Polonia              | 10                |
| Romania              | 10                |
| Russia               | 3                 |
| Ucraina              | 72                |

### Classifiche di fine anno
| Classifica (2022) | Posizione |
| ----------------- | --------- |
| Polonia           | 72        |
| Russia            | 25        |